# FOD (航空用語)
FOD（英: foreign object debris）とは、航空機もしくはその関連システムに損傷を及ぼす可能性のある物品または物質である。

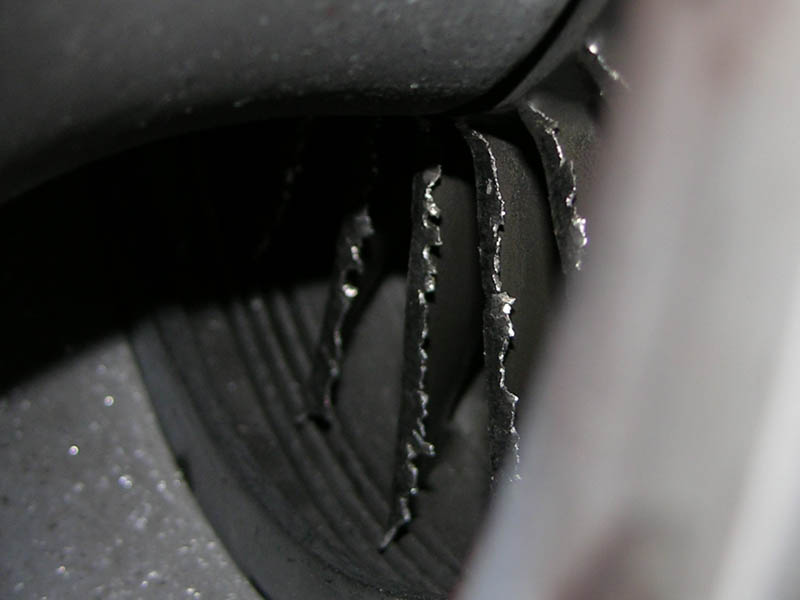
ターボシャフト・エンジン（ベル222に搭載されたハネウェルLTS101）のコンプレッサー・ブレードに発生したFOD（インレット・スクリーンを通り抜けた小さなボルト）による損傷

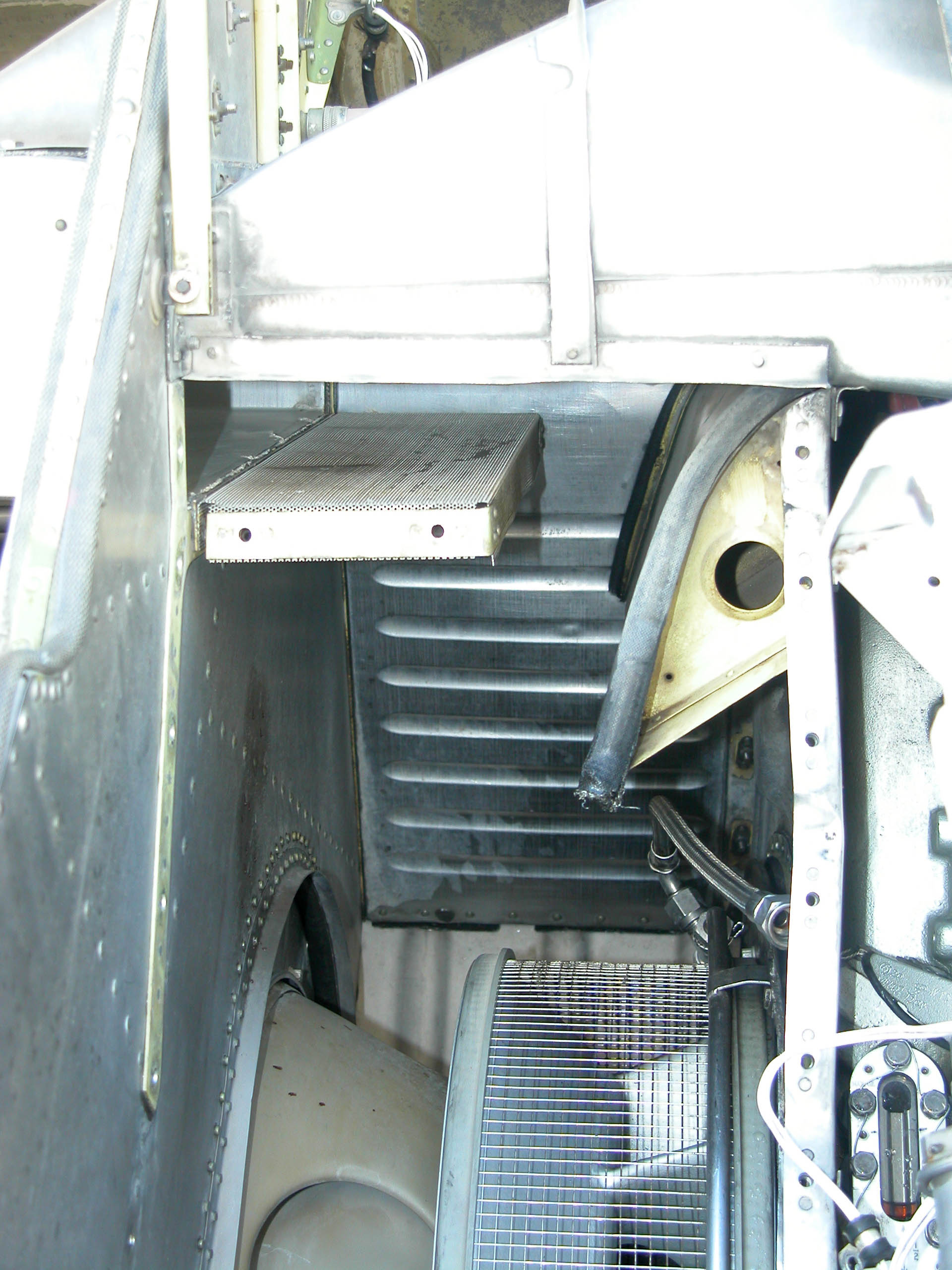
FOD除去システム（ベル412に搭載されたプラット・アンド・ホイットニー・カナダ PT6 エンジン）右上方から入り込んだ空気のうち、清浄な空気だけがカーブした通路に沿ってコンプレッサーのインレットへと流れ込む（スクリーンも設置されている）異物は、慣性力で急激に方向を変えられないため、左上部のスクリーンにから機外に排出される。

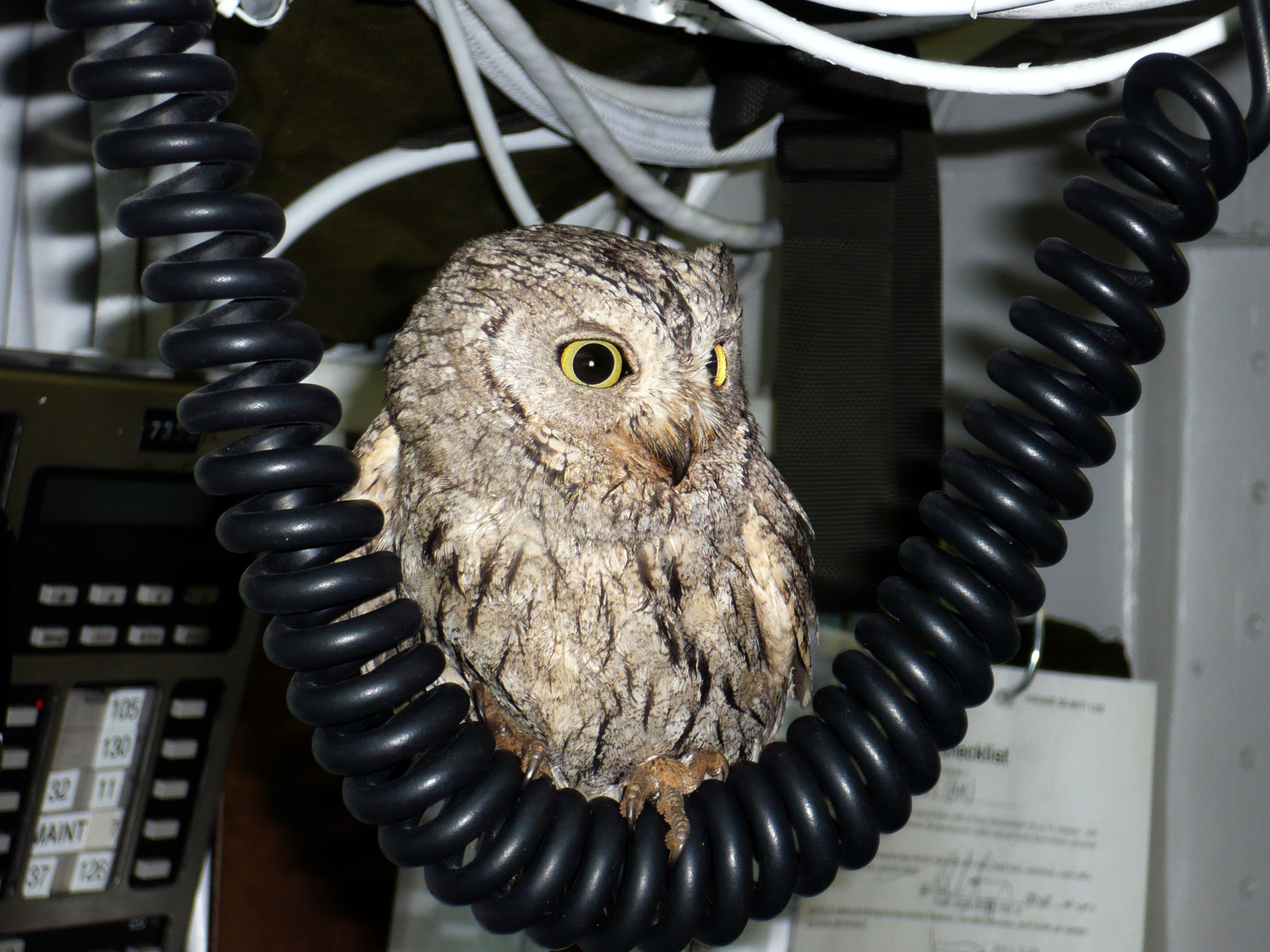
FODとなる可能性のある異物（米空母上のF/A-18ホーネットの降着装置格納部の中で発見されたフクロウ）

外的なFODによる損傷には、鳥（バードストライク）、雹、氷、砂塵、火山灰や滑走路上の異物などによるものがある。内的なFODによる損傷には、コックピット内に置き忘れられた物品がコントロール・ケーブルに巻き込まれたり、作動部品を固着させたり、電気コネクターを短絡させたりするものなどがある。 
FODという用語は、「異物そのもの」と「異物による損傷（Forerign object damage）」の双方を指す言葉として用いられる。

## 実例
FODによる損傷には、内的要因によるものと外的要因によるものがある。
内的なFOD損傷とは、機体の内部に存在するFODによる損傷または被害をいう。例えば、コックピットFODによる損傷とは、コックピットで行方不明となった何かが、操縦系統に引っ掛かったり、その作動を制限することを言う。ツールFODによる損傷とは、製造または整備中に機内に置き忘れられた工具類によって生じる被害のことを言う。工具類がコントロール・ケーブルに引っ掛かったり、作動部品を拘束したり、電線を切断したりした場合、飛行の安全に重大な影響を及ぼすことになる。このため、航空機の整備員たちは、機内に工具が残っていないことを確実にするため、飛行前に工具箱内の員数を確認するなど、工具の管理を厳格に行っている。製造段階で使用される工具には、シリアルナンバーが付けられており、それが発見された場合に、どこで使われていたものなのかが確認できるようになっている。
FODの具体的な例としては、次のようなものがある。
- 航空機の部品、小石、舗装の破片、係留用の金具類
- 車両から脱落した部品
- エプロンや滑走路上に放置された金屑、整備工具など
- ひょう（風防を破損したり、エンジンを損傷させたりする可能性がある）
- 翼、プロペラまたはエンジンのインテークに付着した氷
- 鳥（エンジンなどの脆弱な部位に衝突した場合に損傷をもたらす。バードストライクも参照。）
- エンジンのインテークを閉塞する砂塵または火山灰（砂漠での砂嵐や火山の噴火によるもの）ヘリコプターの場合、特にブラウンアウトになった際に問題となる。
- 製造段階または整備中に機内に置き忘れられた工具、ねじ、金屑、安全線など

離着陸する航空機からは、小さな部品が落下することがある。滑走路に残ったこれらの部品は、他の機体のタイヤを損傷させたり、外板や風防を傷つけたり、エンジンに吸い込まれたりする可能性がある。空港の地上勤務員たちは、定期的に滑走路を清掃しているが、わずか5分前に離陸した別の航空機から脱落した破片が原因で発生したと言われているエールフランス4590便のような事故が発生する可能性もある。

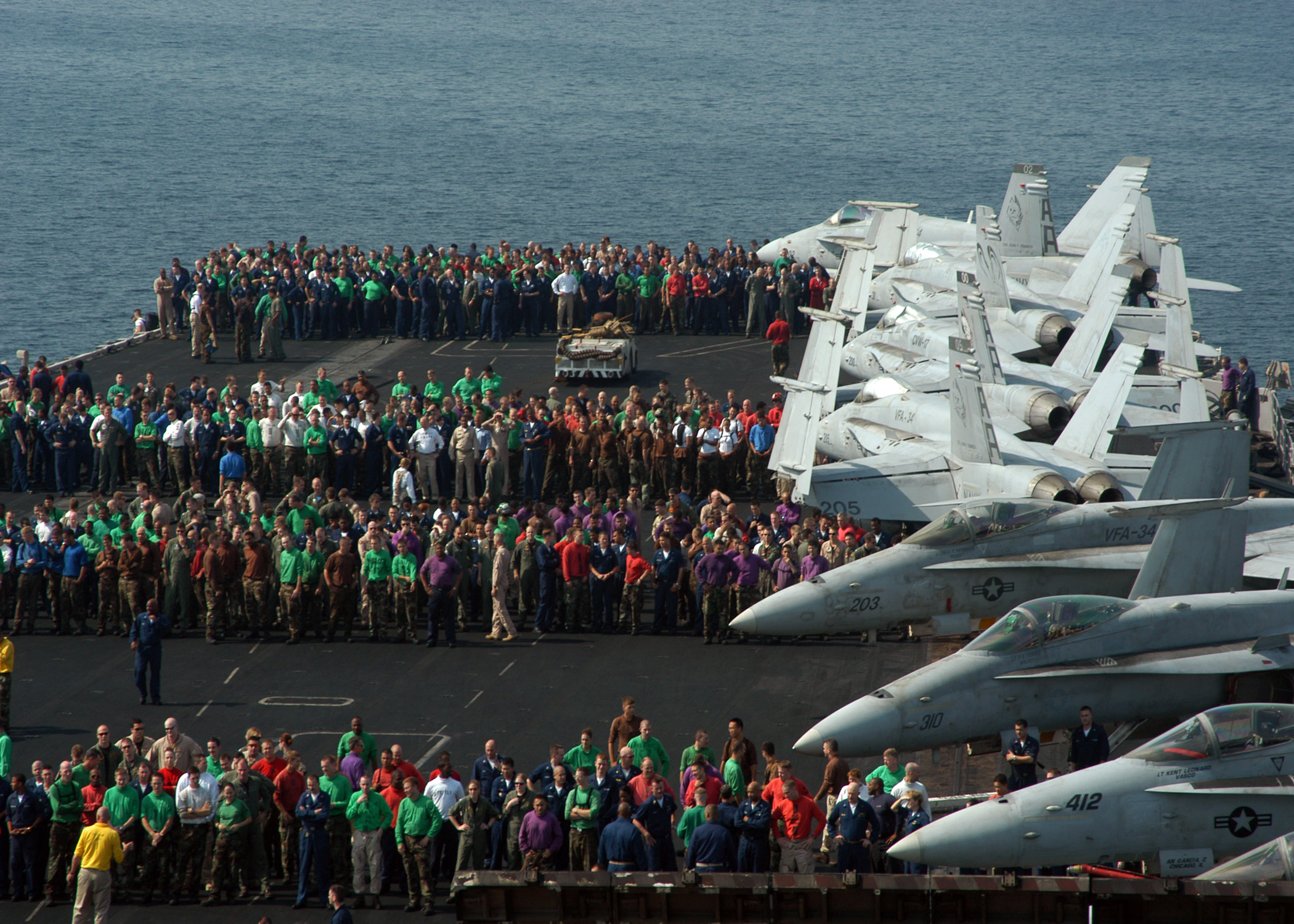
空母USSジョン・F・ケネディ (CV 67) の甲板上でFOD除去作業を行う乗組員たち

空母、軍の飛行場および民間の飛行場においては、運用開始前に異物の除去が行われる。飛行甲板や飛行場の隅から隅までを横一列に並んで歩き、FODを回収する。

## ジェットエンジンの設計とFOD
現代のジェットエンジンは、ほんの小さな異物を吸い込んだだけでも、大きな損傷を生じる可能性がある。FAAは、全ての型式のエンジンに対し、運転中にニワトリ（凍っていない死体）を発射機で撃ち込むという試験を行うように要求している。その試験を受けたエンジンは、正常な機能を発揮し続ける必要はないが、他の部品に重大な損傷を与えてはならないとされている。つまり、バードストライクにより、コンプレッサーやタービンのブレードが飛散したとしても、航空機の飛行に大きな支障を及ぼしてはならないのである。

## FOD損傷を防止するためのエンジンおよび機体の設計
軍用機の中には、FODによるエンジンの損傷を防止するための特別な設計が行なわれたものがある。そのひとつに、S字型に曲がった吸気口がある。それは、吸気口に入った空気の流れを一旦機体前方に曲げた後、再度後方に曲げてからエンジンに導くものである。最初の曲がり部には、強力なスプリングで閉じられたドアがある。吸気口に飛び込んだ異物は、そのドアを押し開けて、機外へと飛び出すようになっている。このため、微細な異物を除き、エンジンに異物が吸入されるのを防止できる。この方式は、FODによる損傷の防止には効果的だったが、空気の流路が曲げられることにより、その流れが阻害され、エンジンの有効馬力が減少することから、用いられないようになった。
似たような方式が、Mi-24のようなターボシャフト・エンジンを搭載したヘリコプターに多く用いられた。ボルテックス式またはセントリフューガル・インテークと呼ばれるその方式は、エンジンに入る前の空気をらせん状の経路に通過させることによって、空気よりも重い砂塵などの異物を外側に押し出して分離するようになっている。  
ロシアのミコヤンMig-29およびスホーイSu-27戦闘機は、特殊な形状の吸気口を装備しており、整地されていない飛行場からの離陸におけるFODの吸い込みを防止している。主吸気口はメッシュ・ドアで覆われ、吸気口の上側は必要に応じて開く機構が設けられている。これにより、離陸に必要な空気をエンジンに供給しつつ、地面上の異物が吸い込まれることを防止している。
FODのリスクを低減するための別の方式としては、アントノフAn-74に用いられているようなエンジンの搭載位置を高くする方式がある。
ボーイング737の初期型には、エンジンが低い位置に取り付けられているこの機体を、舗装されていない小石の多い滑走路において運用するための「非舗装滑走路用キット」がボーイング社から供給されていた。このキットは、降着装置用のグラベル（砂礫）・デフレクター、機体下面用の折り畳みライト、降着装置が展開している間に車輪格納部に侵入した砂礫による重要部品の損傷を防止するためのスクリーンなどで構成されていた。また、ボルテックス・デシペイターと呼ばれる、エンジンへの下方からの空気流量を減少させて砂礫の吸い込みを防止する装置も含まれていた。
エアバス社は、FODを防止するための新しい方法を検討中である。イスラエル・エアロスペース・インダストリーズ社と共同開発した、タクシーボットと呼ばれるパイロットが操作する牽引車は、機体のジェットエンジンを使わずに地上滑走を行うことによって、エプロンやタクシーウェイ上でのFODによる損傷を防止しようとするものである。

## FODによる損傷の事例

### 滑走路上の異物
- 2000年7月25日にパリ近郊のシャルル・ド・ゴール空港で発生したエールフランス4590便の墜落は、FODが原因であった。約4分前に離陸したコンチネンタル航空のマクダネル・ダグラスDC-10のスラスト・リバーサーから、チタンの破片が滑走路上に脱落した。当該機に搭乗していた100名の乗客および9名の搭乗員、ならびに地上で被害にあった4名が死亡した。

- 2007年3月26日、ニューポート・ニュース / ウィリアムズバーング空港から離陸するために滑走していたリアジェット36（N527PA）に「ボン」という異音が発生した。離陸を中断したパイロットは、「尻振り」現象を止めるためにドラッグシュート（減速用パラシュート）を作動させた。ドラッグシュートは開かず機体は滑走路を逸脱しタイヤが破裂した。事故発生後、滑走路上に小石や金属の破片が落ちていたことが空港関係者により確認された。国家運輸安全委員会は、滑走路に落ちていたFODが事故の原因であると発表した。また、ドラッグシュートの不作動も本事故に影響を及ぼしたとされた[9]。

### 火山灰
- 1982年6月24日、西オーストラリアのパースに向かっていたブリティッシュ・エアウェイズ9便は、インド洋上空で火山灰の雲に遭遇した。当該機（ボーイング747-200B）の4台のエンジンがすべてサージングを起こし、フレームアウトした。乗客や搭乗員には、「セントエルモの火」として知られる現象が機体の周辺に発生するのが見えた。9便は、降下して火山灰の雲から抜け出し、エンジンが火山灰を吸い込まない状態になってから、再始動を行った。火山灰によってコックピットの風防に傷が生じたため、パイロットの視界が妨げられたものの、無事に着陸した。

- 1989年12月15日、千葉の新東京国際空港（当時、現・成田国際空港）に向かっていたKLMオランダ航空867便は、前日に噴火したリダウト山から噴出した火山灰の雲に遭遇した。当該機（ボーイング747-400）の4台のエンジンは、すべてフレームアウトした。パイロットは、約14,000フィート降下してからエンジンを再始動し、アンカレッジ国際空港に無事着陸した。

### 機体からの投棄物
- 1981年9月28日、非常に珍しいFODによる事故がチェサピーク湾で発生した。F/A-18ホーネットが飛行試験を実施中、アメリカ海軍の海軍航空試験センターのA-4スカイホークが、チェイス機としてホーネットの爆弾用ラックの投棄試験を撮影していた。投棄された爆弾用ラックがスカイホークの右翼に衝突し、翼のほぼ半分が脱落した。衝突後数秒でスカイホークは火を噴き、搭乗していた2名のパイロットは射出座席により脱出した[10][11]。
- 1991年12月27日、スウェーデンのストックホルム・アーランダ空港を離陸直後のスカンジナビア航空751便（マクドネル・ダグラス MD-81）の両エンジンに、主翼に着氷した氷が剥がれ落ちて吸い込まれた。パイロットは氷を吸い込んだことによるサージングに対処するため推力を下げたが、オートスロットルが出力を誤って上げたため、エンジンが停止。機長は、空港付近の平原に機体を不時着させた。

### バード・ストライク
- 1975年11月20日、ダンスフォールド・エアロドロームを離陸したブリティッシュ・エアロスペースBAe125が滑走路上空でタゲリの群れに遭遇し、両エンジンの出力を喪失した。パイロットは、機体を滑走路に着陸させたが、オーバーランして道路を横断した。機体は、道路を走行していた車両に衝突し、車両に乗っていた6名が死亡した。その後発生した火災により、機体は損壊したが、9名の搭乗者は生き残った[12]。

- 1980年11月17日、イギリス空軍のホーカー・シドレー ニムロッドがキンロス空軍基地から離陸した直後に墜落し、機長と副操縦士が死亡した。当該機は、カナダガンの群れの中を飛行しており、そのために4発のエンジンのうち3発が停止した。機長は、エンジン停止後も機体の制御を継続し18名の搭乗員の命を救ったとして、空軍十字勲章を受章した。滑走路上およびその周辺からは、77羽の鳥の死骸が発見された[13][14]。

- 2009年1月15日、USエアウェイズ1549便がカナダガンの群れの中を飛行し、双方のエンジンが停止した。パイロットがハドソン川に着水したため、多くの搭乗者の命が救われた（ハドソン川の奇跡）。

### 人員
機体周辺で作業中の人員がジェットエンジンに吸い込まれる場合がある。中には、死亡したケースもある。
- 2015年12月16日、ムンバイ空港の駐機場で、エア・インディアのエアバスA319のエンジンに整備士が吸い込まれる事故が発生した。

## 空港周辺の湿地と野生生物
敷地がもともと野鳥の繁殖地であったり、繁殖地になってしまった空港では、FODに関し重大な問題が生じる。シカなどの陸生動物であれば、フェンスを張ることで滑走路に入らないようにすることができるが、鳥の侵入を防ぐのは極めて難しい。そのような空港では、周辺の野鳥を追い払うため、プロパンガスを使って大きな音を出す野鳥被害防止装置が使用されることが多い。空港管理者は、（鷹匠などの）利用可能なあらゆる手段を用いて、野鳥の数を減少させるように努めている。現在検討中の新たな解決策の一つとして、滑走路周辺に人工芝を用い、野生動物に食料、隠れ家、水などを提供しないようにするものがある。

### 会議
アメリカ合衆国のFOD専門家が集まる最も重要な会議は、毎年行われる航空宇宙FOD防止会議である。ナショナル・エアロスペースFODプリベンション社（National Aerospace FOD Prevention Inc. ,NAFPI）が、毎年違った都市で開催するその会議は、FODに関する教育、啓発および予防を焦点としている。NAFPIのウェブサイトには、過去の会議で使用されたプレゼンテーション資料などの情報が公開されている 。NAFPIは、工具管理と製造プロセスのみに重点を置いている、と非難されることもあったが、そのギャップを埋めるべく努力が続けられている。2010年11月、イギリス航空公社は、この問題に関し、空港が主催する世界初の会議を開催した。

## 検知技術
FOD検知システムに関しては、コストが高いことと責任の所在が明確でないことが問題となっている。しかしながら、ある空港は、滑走路上に落ちている針金を1つ発見することにより1機の航空機が危険を回避できただけでも、FOD検知システムを導入した価値がある、と主張している。FOD検知技術について調査したFAAは、それを以下のカテゴリーに区分している。
- レーダー
- 電気光学（可視帯域画像〈標準CCTV〉および低照度カメラ）
- ハイブリッド
- インメタルタグ

## 損傷耐性の向上
製造段階において、部品の重要部位に圧縮残留応力を生じさせることにより、FODによる損傷を軽減または完全に回避することが可能である。ショットピーニングやレーザーピーニングなどのピーニング加工は、部品の内部に有益な応力を生じさせる。圧縮残留応力が生じている範囲が深ければ深いほど、部品の疲労寿命および損傷耐性が向上する。通常、ショットピーニングで生成される圧縮応力は、数千分の1インチの深さにしか達しないが、レーザーピーニングで生成されるものは、0.04インチ (0.10 cm) から 0.1インチ (0.25 cm) の深さに達する。また、レーザーピーニングで生じた圧縮応力は、熱暴露に対してより強い耐性を有している。